# امتیاز پادشاهی
امتیازات پادشاهی (به انگلیسی: Royal prerogatives) مجموعه‌ای از اختیارات، امتیازات و مصونیت‌های عرفی است که در قانون عرفی (و گاهی در حوزه‌های قضایی قانون مدنی که دارای پادشاهی هستند) به عنوان متعلق به حاکمیت شناخته می‌شود و به‌طور گسترده در اختیار دولت قرار گرفته‌است.  شیوه‌ای است که به وسیله آن برخی از اختیارات اجرایی حکومت که در اختیار یک پادشاه است و در رابطه با روند حکومت‌داری دولت در اختیار اوست.